# Red Dead Redemption
Red Dead Redemption er et konsolspil der foregår i det vilde vesten i starten af 1900-tallet. Spillet udkom i 2010.
I 2018 udkom Red Dead Redemption 2.

## Historie
Det civiliserede samfund rykker med hastige skridt frem, og "det vilde vesten" er blot en erindring. Lovløsheden og det uspolerede landskab må vige for regeringens rækkevidde og industrialiseringen.
Spilleren styrer John Marston, en tidligere kriminel, som får et tilbud af føderale agenter: Han kan hjælpe dem at opspore og fange eller myrde medlemmer fra hans tidligere bande. Hvis ikke han tager imod tilbuddet, tager de hans familie fra ham. Spillet bringer spilleren ud på et eventyr over det amerikanske grænseland mellem vildnisset og civilisationen.
Spillet er et såkaldt 'Open world'-spil og giver spilleren fri mulighed for at udforske byer, prærier, bjerge mv.

## Teknisk
Spillet er udgivet til både Xbox 360 og Playstation 3. Spillet benytter sig af Rockstars "Rockstar Advanced Game Engine" (RAGE).

## Udvikling
Spillet er produceret af Rockstar San Diego, en underafdeling af Rockstar Games, som står bag GTA-serien. Spillet er en opfølger til "Red Dead Revolver" fra 2004.
Udgivelsen er blevet forsinket flere gange, og Rockstar har tabt en del penge på grund af dette. For at få overskud, skal der sælges omkring 1,5 millioner enheder.

## Presseomtale
Rockstar San Diego har modtaget en del kritik fra pressen, idet de efter sigende sendte en e-mail til den australske journalist Toby McCasker, og næsten krævede, at han gav spillet en god anmeldelse .
Spillet har ellers fået gode anmeldelser, og flere steder endog topkarakter. Det er blevet hyldet som en moderne klassiker og er blevet udråbt til at sætte nye standarder for Open world spil og for western-genren.

## Udgivelse
Spillet blev udgivet den 18. maj 2010 i USA, og den 21. maj 2010 i Europa og resten af verden.